# Lista de reitores e vice-reitores da Universidade Estadual de Feira de Santana
Esta é uma lista de reitores e vice-reitores da Universidade Estadual de Feira de Santana, demonstrado também os diretores, vice-diretores, presidentes e vice-presidentes de organizações que foram precursoras da universidade.

## Diretor da Faculdade Estadual de Educação de Feira de Santana
| Ordem do mandato | Diretor                  | Início do mandato | Ref   |
| ---------------- | ------------------------ | ----------------- | ----- |
| 1                | José Maria Nunes Marques | 7 de maio de 1968 | [ 1 ] |

## Presidentes da Fundação Universidade de Feira de Santana
| Ordem do mandato | Presidente               | Vice-presidente          | Início do mandato                                                               | Término do mandato                                                                   | Ref   |
| ---------------- | ------------------------ | ------------------------ | ------------------------------------------------------------------------------- | ------------------------------------------------------------------------------------ | ----- |
| 1 2 3 4          | Geraldo Leite            | —                        | 28 de maio de 1970 7 de agosto de 1971 19 de julho de 1973 21 de agosto de 1975 | 6 de agosto de 1971 18 de julho de 1973 20 de agosto de 1975 22 de fevereiro de 1979 | [ 1 ] |
| Pro tempore      | Waldy da Silva Pitombo   | —                        | 23 de fevereiro de 1979                                                         | 16 de abril de 1979                                                                  | [ 1 ] |
| 5                | José Maria Nunes Marques | Renato de Andrade Galvão | 17 de abril de 1979                                                             | 29 de dezembro de 1980                                                               | [ 1 ] |

## Reitores da Universidade Estadual de Feira de Santana
| Ordem do mandato | Reitor                               | Vice-reitor                                                              | Início do mandato                     | Término do mandato                    | Ref                                                |
| ---------------- | ------------------------------------ | ------------------------------------------------------------------------ | ------------------------------------- | ------------------------------------- | -------------------------------------------------- |
| 1                | Geraldo Leite                        | —                                                                        | 4 de maio de 1976                     | 22 de fevereiro de 1979               | [ 1 ]                                              |
| Pro tempore      | Waldy da Silva Pitombo               | —                                                                        | 23 de fevereiro de 1979               | 16 de abril de 1979                   | [ 1 ]                                              |
| 2 3              | José Maria Nunes Marques             | Renato de Andrade Galvão                                                 | 17 de abril de 1979 4 de maio de 1983 | 3 de maio de 1983 15 de maio de 1987  | [ 1 ] [ 2 ]                                        |
| 4                | Yara Maria Cunha Pires               | Erivaldo Fagundes Neves                                                  | 16 de maio de 1987                    | 14 de maio de 1991                    | [ 2 ]                                              |
| 5                | Josué da Silva Mello                 | Joaquim Pondé Filho                                                      | 15 de maio de 1991                    | 1995                                  | [ 2 ]                                              |
| 6 7              | Anaci Bispo Paim                     | José Onofre Gurjão Boavista da Cunha                                     | 1995 1999                             | 1999 14 de maio de 2003               | [ 3 ] [ 4 ] [ 5 ] [ nota 3 ]                       |
| 8                | José Onofre Gurjão Boavista da Cunha | Évila de Oliveira Reis Santana                                           | 15 de maio de 2003                    | 15 de maio de 2007                    | [ 5 ] [ 6 ]                                        |
| 9 10             | José Carlos Barreto de Santana       | Washington de Almeida Moura Genival Corrêa de Souza                      | 16 de maio de 2007 16 de maio de 2011 | 15 de maio de 2011 17 de maio de 2015 | [ 6 ] [ 7 ] [ 8 ] [ 9 ] [ 10 ]                     |
| 11 12            | Evandro do Nascimento Silva          | Norma Lúcia Fernandes de Almeida Amali de Angelis Mussi                  | 18 de maio de 2015 20 de maio de 2019 | 15 de maio de 2019 2023               | [ 8 ] [ 9 ] [ 10 ] [ 11 ] [ 12 ] [ 13 ] [ nota 4 ] |
| 13               | Amali de Angelis Mussi               | Evanilda Souza de Santana Carvalho Rita de Cássia Brêda Mascarenhas Lima | 16 de maio de 2023                    | Incumbente                            | [ 14 ]                                             |